# Psi (kyrilliska)
Psi (Ѱ, ѱ) är en bokstav som användes i det tidiga kyrilliska alfabetet, tagen från det grekiska psi (Ψ, ψ). Bokstaven representerade ljudet /ps/ som i det svenska ordet tips. Bokstaven användes förr mest i inlånade ord från flera språk.
Bokstaven försvann ifrån rysk ortografi tillsammans med ksi, omega och jus år 1708. Bokstaven finns idag inte i några andra språk än kyrkslaviska.